# Estudios migratorios
Los estudios migratorios son un campo científico interdisciplinario que se ocupa de las reubicaciones permanentes y transfronterizas de los lugares de residencia de las personas. Después de los inicios en el siglo XIX los grandes movimientos de población a lo largo del siglo XX, llevaron a un interés creciente por la investigación sobre migración.
El estudio de estos procesos migratorios es un subárea de investigación sobre movilidad espacial. Los geógrafos, economistas, historiadores y científicos sociales entienden la movilidad espacial como cualquier cambio en la posición de un individuo entre diferentes unidades de un sistema espacial. La movilidad espacial es independiente del rango de movimiento (distancias largas o cortas) y de su frecuencia (puntual o regular, rara o frecuente). Generalmente se habla de proceso migratorio cuando la movilidad espacial de un individuo o grupo tiene lugar a través de una frontera administrativa y es permanente o al menos durante un período de tiempo prolongado.

## Investigación sobre migración histórica
Aunque la migración se considera un fenómeno humano universal y por ello se ha hecho referencia a los seres humanos como homo migrans,  los movimientos migratorios solo han sido investigados sistemáticamente desde el alto nivel de industrialización de finales del siglo XIX.
En la Antigüedad y en la Edad Media, las fronteras territoriales eran relativamente permeables; un resultado de la migración fue a menudo la hibridación cultural. Las causas de la migración eran a menudo razones económicas o climáticas, la amenaza de superpoblación o las guerras. En particular, los minoristas (por ejemplo, los comerciantes de la Liga Hanseática) han sido un grupo muy móvil desde la antigüedad, y en la Edad Media las élites educadas se unieron a ellos. Sin embargo, que la movilidad diera lugar a una migración permanente dependía de las condiciones de los países receptores. Esto se aplica, por ejemplo. por los viajes de los vikingos. Más tarde, también se produjeron migraciones debido a la persecución religiosa (por ejemplo, persecución de los hugonotes de Francia).
La regulación y el control de la migración sólo comenzaron en la era del surgimiento de los Estados nacionales y cada vez más desde el surgimiento del Estado de bienestar moderno. Desde el siglo XIX la primera ola de globalización condujo a movimientos migratorios transcontinentales más grandes, en su mayoría relacionados con la pobreza. Con el surgimiento del movimiento obrero y de los movimientos revolucionarios en Europa, también aumentó la emigración por razones políticas.
Tanto la migración interna en el curso de la industrialización como los movimientos migratorios internacionales han sido analizados por científicos demográficos y sociales, así como por investigadores urbanos desde finales del siglo XIX, primero en Inglaterra, Estados Unidos y Alemania. Los intereses administrativos eran primordiales.  Sin embargo, la migración interna siempre se ha considerado menos trascendental y problemática que la migración internacional.
Más allá del tratamiento monográfico del tema, hubo un desarrollo posterior a finales del siglo XIX y principios del XX. hasta las primeras teorizaciones como: Theorie des Fremdseins de Georg Simmel (utilizando, entre otros, el ejemplo de los comerciantes judíos), la teoría de las migraciones por etapas de Ernst Georg Ravenstein, que luego se desarrolló como la teoría de la migración en cadena ("transmigración") , y la teoría de la marginalidad y la segregación de los migrantes de Robert E. Park.
En el siglo XX, las guerras y los desplazamientos de población como resultado de la redefinición de fronteras y la descolonización fueron algunos de los principales desencadenantes de la migración. En el contexto de la globalización y en conexión con la individualización y la pluralización de la sociedad, hoy se postula una creciente movilidad de los individuos, que permite cada vez más a los mismos cruzar fronteras territoriales, sociales y culturales. Sin embargo, el colapso de las tasas de migración (más o menos) voluntaria, que ya se produjo antes de la Primera Guerra Mundial, contradice la tendencia lineal de una sociedad cada vez más móvil. Así, incluso en el “mercado mundial en red posmoderno” las fronteras nacionales siguen actuando como barreras para la transferencia de capital social y cultural (por ejemplo, idioma, certificados, competencias transferibles) y ralentizan la movilidad voluntaria. Además, desde el período de entreguerras y, sobre todo, la crisis económica mundial, las regulaciones migratorias en países de inmigración importantes se han endurecido significativamente, aunque estas regulaciones están siendo eludidas por la migración ilegal. Además de la migración de retorno voluntario, el retorno involuntario también adquiere cada vez más importancia.
Las obras modernas a menudo se centran en aspectos culturales o étnico-religiosos y en las zonas de conflicto asociadas a la migración. A nivel urbano, se han identificado procesos y riesgos crecientes de segregación cuya aparición no puede prevenirse mediante prohibiciones de inmigración y requisitos de residencia, ya que estos no son compatibles con la prohibición de discriminación étnica ni con el derecho europeo. Se observan tendencias de segmentación similares en la participación educativa y el acceso al empleo.  En cambio, en Alemania y otros países europeos, a diferencia de Estados Unidos, apenas se ha analizado el riesgo de consolidación permanente de una clase migrante empobrecida (sobre todo, inmigrantes poco cualificados).

## Interdisciplinariedad e internacionalidad
Debido a la diversidad de sus temas, la investigación sobre migración requiere la colaboración de científicos de diferentes disciplinas. En los equipos interdisciplinarios que han surgido cada vez más desde el cambio de milenio, los científicos individuales pueden garantizar una presentación integral de los temas investigados a través de sus respectivos conocimientos y perspectivas específicos del tema.
Con la decodificación del genoma humano y la aceleración masiva de la secuenciación del ADN a principios del siglo XXI la arqueogenética obtuvo herramientas que podrían utilizarse para dilucidar la migración de los humanos (y otros seres vivos) en el tiempo y el espacio. De esta manera, se podría rastrear mediante datos la migración temprana de humanos (Homo sapiens) durante los últimos 200.000 años a través de la Tierra, comenzando en África, a través del Medio Oriente, a través de Europa y Asia hasta Australia y América, así como la migración de personas de la "Creciente Fértil" (Anatolia), que condujo a la agricultura a partir de alrededor del 7000 a. C. en Europa, habitada por cazadores-recolectores. Además, la arqueogenética descubrió que la migración comenzó alrededor del 2800 a. C. La llegada del hombre desde la estepa póntica (cultura yamna) a Europa Central tuvo una influencia decisiva en la mezcla genética de los europeos actuales.
La investigación comparativa internacional sobre migración se enfrenta al desafío de realizar afirmaciones representativas sobre un tema de investigación, incluso si las respectivas fuentes de datos en los países individuales difieren enormemente entre sí. Los equipos interdisciplinarios nacionales deben garantizar que se puedan encontrar y utilizar las respectivas fuentes de datos nacionales específicas de cada tema. Las redes científicas sobre migración, como IMISCOE (Migración Internacional, Integración y Cohesión Social), posibilitan dicha colaboración interdisciplinaria e internacional entre científicos.

## Cifras clave de las teorías migratorias
Las diferencias entre la emigración y la inmigración simultáneas se reflejan en el saldo migratorio. Si el valor es positivo, la inmigración supera a la emigración. Por ejemplo, en 2017, las estadísticas de inmigración registraron un total de 1.550.721 personas que se mudaron del extranjero a Alemania y 1.134.641 personas que se mudaron al extranjero. Por tanto el saldo migratorio fue de +416.080.
Las siguientes unidades/indicadores se utilizan para medir y comparar los procesos migratorios:
- Volumen migratorio/migración bruta = suma de todos los procesos migratorios: llegadas + salidas
- Saldo migratorio = diferencia entre llegadas y salidas
- Tasa de migración = volumen de migración por cada 1.000 habitantes
- Tasa(s) de movilidad = tasas de migración de ciertos grupos de población (p. ej. grupos de población más jóvenes/mayores)

Los procesos migratorios así descritos pueden diferenciarse aún más según el alcance, los motivos y las características estructurales de los migrantes.

## Factores migratorios
Adam Smith ya había investigado las causas de la migración del campo a la ciudad y las vio en la superpoblación y la escasez de tierras por un lado, y en la escasez de mano de obra en las ciudades industriales emergentes por el otro.
Con el inicio de las migraciones a gran escala desde Europa hacia el extranjero a partir de mediados del siglo XIX también surgió el interés científico por investigar y explicar estos procesos migratorios. Inicialmente se intentó explicarlos de forma sumaria; posteriormente se agregaron enfoques explicativos que intentaron explicar la migración a partir de las decisiones subjetivas de las personas individuales (enfoques conductuales). El enfoque de la investigación sobre migración cambió en el siglo XX: pasó de un marco analítico orientado al Estado al estudio de acciones individuales, con el foco puesto en distinguir diferentes comportamientos migratorios según categorías como género, etnia, clase o edad.
Ernst Ravenstein fundó la teoría de la migración en 1885 al examinar la migración interna en el Reino Unido. Utilizando sus estadísticas, demostró por primera vez que las migraciones siguen reglas. Aunque posteriormente se han desarrollado varios modelos formales para describir la migración, ninguno proporciona una descripción teórica completa y satisfactoria del fenómeno. Todos los modelos se basan en la idea de que el migrante toma una decisión racional de migrar. Pero fue precisamente la simplicidad del modelo push-pull de Ravenstein (el término fue utilizado por primera vez por Gunnar Myrdal en 1944) lo que parecía atractivo. El modelo, que se basa en la comparación entre factores del lugar de origen y de destino e incluye también barreras a la migración y factores personales, fue desarrollado por Everett Lee en 1966 y se puede encontrar también en los discursos migratorios actuales. Según Lee, cuanto menores sean las diferencias percibidas entre el país de origen y el país de destino, menor será la tendencia a migrar.
La percepción subjetiva desempeña por tanto un papel importante y puede estar muy distorsionada. Los millares de enfermeras filipinas empleadas en Estados Unidos muestran lo diferente que puede ser la evaluación de los factores individuales. Muchos de ellas son médicos titulados que optan por realizar tareas menos cualificados porque no ven perspectivas en su país de origen.

### Modelos macroeconómicos
Los modelos macroeconómicos intentan ilustrar la migración a nivel agregado y determinar indicadores para explicar el comportamiento migratorio de poblaciones enteras. Las migraciones se reducen, por ejemplo, a factores económicos o geográficos. Si bien estos enfoques generalizadores e incompletos pueden emplearse con eficacia, al examinarlos más de cerca también contienen algunas inconsistencias y sucesos inexplicables.
Los modelos de gravedad basados en la ley de la gravedad de la física surgieron ya en la década de 1940. El hallazgo más importante fue que la distancia entre el lugar de origen y el destino de la migración juega un papel importante en el volumen de la migración. Cuanto más alejados están los lugares unos de otros, menos miembros de una población emprenden el viaje.
En la década de 1960 se produjo un retorno a la economía clásica. La brecha salarial entre dos regiones explicó la magnitud de la migración en la que los trabajadores migrantes se trasladaron del lugar de origen con bajos salarios al destino con niveles salariales más altos. La teoría era que los niveles salariales en ambas regiones convergerían. Finalmente, en la zona de inmigración aumentó el número de trabajadores y con ello el nivel salarial cayó, y al mismo tiempo el salario en la zona de origen aumentó debido a la escasez de trabajadores.
I. S. Lowry amplió este modelo para incluir indicadores económicos. La tasa de desempleo respectiva en las diferentes regiones se considera un indicador de la disposición de los migrantes a tomar la decisión de migrar con el fin de aumentar sus respectivos ingresos.
Aunque ha sido posible demostrar la relación entre salarios atractivos y una alta inmigración, no se ha demostrado la relación inversa entre niveles salariales bajos y altas tasas de emigración. Según la investigadora sobre globalización Saskia Sassen, esto se explica por la imposibilidad de calcular factores sociales complejos y variables. Para muchos, la oportunidad de migrar sólo surge una vez que se han liberado de las mayores dificultades. Michael Vogler, del Instituto de Estudios Laborales de Bonn, por su parte, examinó los flujos migratorios de 86 países y 15 años. Concluyó que la migración sólo comienza cuando la región ha alcanzado un cierto nivel de desarrollo. Una vez que se alcanza un cierto nivel de prosperidad, las cifras se estabilizan nuevamente. Primero, la gente emigra de las zonas rurales a las ciudades y luego al extranjero.

#### Enfoque histórico
Uno de los primeros enfoques explicativos de Ernst Ravenstein se basó en la evidencia empírica de la propia migración. En la segunda mitad de la década de 1880 publicó sus leyes de migración, que había derivado de la evaluación de los datos del censo. Estas leyes despertaron el interés de otros investigadores que confirmaron y complementaron parcialmente las leyes de Ravenstein. Estos teoremas dicen:
1. La mayoría de las migraciones ocurren en distancias cortas,
2. Las caminatas de distancias más largas a menudo se realizan en etapas (caminatas en cadena),
3. Para las migraciones a largas distancias, se prefieren como destinos las grandes ciudades industriales y portuarias,
4. Los flujos migratorios siempre constan de dos componentes opuestos,
5. La población rural está sobrerrepresentada en los flujos migratorios,
6. Las mujeres tienden a caminar distancias más cortas, los hombres tienden a caminar distancias más largas,
7. La mayoría de los migrantes son personas solteras,
8. El aumento de la población en las ciudades se debe más a las ganancias migratorias que a los movimientos naturales de población,
9. El volumen de la migración aumenta en sincronía con el desarrollo industrial y del transporte,
10. La mayoría de las migraciones se deben a razones económicas.

Otro enfoque fundamental para explicar la migración es el modelo de transición de movilidad de Zelinski (1971), que vincula el comportamiento de movilidad de una sociedad con su nivel de desarrollo socioeconómico. En analogía con el modelo de transición demográfica, se distinguen cinco fases de desarrollo.

#### Modelos de distancia y gravedad
Al examinar empíricamente los procesos migratorios entre un lugar de origen y varios destinos a diferentes distancias durante un período de tiempo prolongado, se hace evidente una fuerte conexión entre el volumen de la migración y la distancia, como ya reconoció Ravenstein. En la búsqueda de un modelo adecuado para explicar esta conexión, los geógrafos (Kant 1946; Stewart 1941; Zipf 1949) reconocieron similitudes con la ley de gravedad de Newton. La relación entre la disminución del volumen migratorio y la distancia entre el origen y el destino se puede describir bien con este modelo de distancia (que, sin embargo, todavía carece de la “masa” como propiedad del origen y el destino, véase más abajo):
{\displaystyle F_{ij}={\frac {k}{d_{ij}^{b}}}}
Aquí, F es la tasa de migración entre las ubicaciones i y j, d es la distancia entre i y j, k es una constante determinada empíricamente (generalmente = 1) y b es un exponente de ponderación de la distancia (generalmente = 2). Si {\displaystyle k=1} y {\displaystyle b=2}, entonces un volumen de migración dado disminuye con la duplicación de la distancia a una cuarta parte del volumen inicial (disminución cuadrática). Si bien este modelo puede modelar flujos migratorios bien observados con un ajuste apropiado de k y b, no dice nada sobre los motivos y las causas de los procesos migratorios.
Al comparar valores determinados empíricamente y matemáticamente, se observa que el modelo anterior sobreestima los volúmenes de migración para distancias cortas. Por ello, G. Zipf y J. Stewart desarrollaron aún más la idea inicial contenida en el modelo y la ampliaron hasta convertirla en una modificación de la ley de gravedad de Newton adecuada para fines demográficos.
{\displaystyle F_{ij}=k\times {\frac {M_{i}\times M_{j}}{d_{ij}^{b}}}}
dónde {\displaystyle M_{i}} la “masa” de la ubicación i y {\displaystyle M_{j}} es la “masa” de la ubicación j.
Muy a menudo, “masa” se equipara a cifras de población, que pueden obtenerse fácilmente a partir de las estadísticas oficiales. Esto significa que el volumen de la migración no solo aumentará si la distancia {\displaystyle d_{ij}} se reduce, pero también cuando la masa de dos regiones consideradas es mayor que la masa de otras regiones. Ciertamente, el tamaño de la población por sí solo no proporcionará un modelo satisfactorio, porque las diferentes composiciones poblacionales en las regiones consideradas también influyen en los flujos migratorios. Una región densamente poblada con un alto nivel de desempleo ciertamente tiene menos atractivo y, por lo tanto, menos masa que una región del mismo tamaño con un desempleo muy bajo. Una sugerencia (Haggett 1991) es, por tanto, determinar la masa como el producto de la población y el ingreso promedio.
Los modelos gravitacionales pueden describir bien las migraciones, pero no pueden explicarlas completamente. Las únicas propiedades de las áreas de origen y destino incluidas en estos modelos son la población y la distancia. Además de la masa de regiones interactuantes, hay una multitud de otras características que determinan las propiedades percibidas como positivas o negativas por el individuo (factores de empuje y atracción) e influyen en los procesos migratorios, así como los espacios entre las regiones, que pueden inhibir la migración (obstáculos intermedios) o distraerla (oportunidades intermedias).

#### Factores de empuje y atracción (push- and-pull)
La teoría de la atracción utiliza el modelo de empuje y atracción para explicar el surgimiento de la presión migratoria resultante de la brecha económica entre dos países. En el país de origen hay factores de presión como el desempleo, los bajos niveles salariales y la pobreza, y el país de acogida ofrece factores de atracción como empleo, mejores salarios y seguridad social. La información sobre el país de destino y el intercambio de experiencias con quienes ya han emigrado o con sus familiares que se quedaron en casa también influyen en la decisión de migrar. Según Treibel, estos últimos incentivos provocan la migración grupal.
Para los trabajadores migrantes, la “privación material” es el problema principal. La decisión de migrar está íntimamente ligada a los conflictos entre la persona que desea emigrar y su entorno más cercano, con el que debe lidiar y negociar. Según Thomae, la decisión positiva de emigrar siempre representa una solución al conflicto. A menudo, esto está vinculado a obligaciones por parte del emigrante, como la obligación de regresar „como una especie de equilibrio entre los sistemas motivacionales y cognitivos”.
Sin embargo, el paradigma push-and-pull no corresponde a un enfoque teórico independiente, sino que sugiere más bien las conexiones, ya que a pesar de la suposición plausible de factores de atracción y de presión, las suposiciones sobre el individuo son de naturaleza puramente hipotética. El enfoque microteórico de empuje y atracción se utiliza en el enfoque macroteórico para explicar las decisiones migratorias individuales.
Las principales razones de la migración de México a Estados Unidos fueron, por ejemplo:
- Factores de empuje
  - Mercado laboral precario
  - Falta de materias primas
  - Salarios bajos
  - Los hijos como previsión para la jubilación
  - Peligro de derrocamiento del sistema político
  - Sistema educativo inadecuado
  - Sistema de salud inadecuado
  - Fuertes divisiones sociales
- Factores de atracción
  - Mejor ayuda humanitaria
  - Lugar de trabajo seguro
  - salarios altos
  - Un mejor sistema educativo
  - Un mejor sistema de salud
  - Oportunidades de ascenso social
  - Sistema político seguro
  - Apoyo financiero
  - Mejores perspectivas para los niños
  - Cerca de casa

#### Teorías de la segmentación del mercado laboral
Michael Piore supone que las sociedades industriales tienen una demanda permanente de trabajadores poco cualificados, lo cual es causado por la segmentación de los mercados laborales de los países de destino. Explica que los migrantes están dispuestos a aceptar trabajos mal pagados e inestables diciendo que son asalariados con un objetivo específico, es decir, que trabajan para alcanzar una meta monetaria específica y no están interesados en un estatus más alto. Se puede así explicar la coexistencia del desempleo y la inmigración, pero no la retención de los inmigrantes en el país de destino y su ascenso social.
George J. Borjas (1999) intentó demostrar que la migración a los Estados Unidos había reducido los niveles de habilidades desde la década de 1960 y aumentado la desigualdad en la distribución del ingreso. Sin embargo, el incentivo a migrar sigue funcionando a través de los beneficios del estado de bienestar. En 2017, un análisis del estudio de Borjas sobre los efectos del éxodo del Mariel concluyó que sus hallazgos "podrían ser simplemente espurios" y que su teoría del impacto económico del éxodo "no se ajusta a la evidencia". Otros estudios concluyeron lo contrario de lo que había encontrado el de Borjas. Borjas negó haber malinterpretado los datos, calificando la controversia de "noticias falsas". Borjas sugirió además que uno de los economistas, Michael Clemens, cuyo estudio cuestionó el suyo, estaba motivado por el sesgo político de los filántropos de "Silicon Valley" que contribuyen al Centro para el Desarrollo Global donde trabaja Clemens, acusándolo de ser un cómplice a sueldo de los "plutócratas de las fronteras abiertas" y afirmando que "no comprarían ni encargarían investigaciones que no se ajustaran a sus antecedentes". Los premios Nobel Abhijit V. Banerjee y Esther Duflo escribieron sobre el debate que el análisis de Borjas omitió las comparaciones con grupos relevantes sin una razón clara. En 2017, el asesor principal de políticas del presidente Trump, Stephen Miller, argumentó que "Hemos visto reducciones significativas en los salarios de los trabajadores manuales, el desplazamiento masivo de trabajadores afroamericanos e hispanos, así como el desplazamiento de trabajadores inmigrantes de años anteriores que a menudo compiten directamente con los recién llegados, a quienes se les paga aún menos."

#### Teoría de los sistemas migratorios
El sociogeógrafo nigeriano Akin Mabogunje, así como Mary Kriz, Lin Leam Lim y Hania Slotnik fundaron la teoría de los sistemas migratorios. De este modo se definen diferentes espacios y subsistemas sociales que difieren según el tipo y el origen de la migración (por ejemplo, la migración desde las antiguas colonias a los países de origen: Francia, Gran Bretaña; desde Turquía, Europa del Este y los Balcanes hasta Alemania; de América Latina, Marruecos, Rumania a España) o dentro de los cuales la migración interna es particularmente alta (por ejemplo, dentro de Escandinavia).

### Modelos microeconómicos
En comparación con el modelo de gravedad y otras explicaciones estructurales de la migración, el enfoque microteórico no se centra en el colectivo sino en el individuo para examinar la respectiva decisión migratoria. Supone diferencias salariales internacionales e intenta explicar la probabilidad de migración a través de las posibilidades individuales de conseguir un empleo, el nivel salarial individual esperado y los costos de la migración. Entre estos enfoques se encuentra, sobre todo, el modelo neoclásico de Harris-Todaro (1970), centrado en el actor, que, entre otras cosas, postula que si se igualan los salarios entre dos regiones, la migración se detendrá. El modelo explica, por ejemplo, la migración interna en China ya que se ha demostrado que la brecha de ingresos regionales es el principal impulsor de la migración del campo a la ciudad, mientras que el desempleo urbano es la principal preocupación de los gobiernos locales en muchas ciudades.
Una de las limitaciones de muchos enfoques microteóricos es su ceguera ante el hecho de que las decisiones migratorias a menudo no son decisiones individuales, sino decisiones de hogares o incluso de familias (extendidas), que deciden a quién envían al país de destino y con qué “misión”. La teoría de la expectativa de valor tiene esto en cuenta. En particular, también deberían utilizarse enfoques de investigación desde la sociología de la migración para comprender las decisiones colectivas.

#### Teoría de la atracción individualizada
En 1972, Lee individualizó el paradigma macroteórico de empuje y atracción y reconoció cuatro capas causales y simultáneamente efectivas en la migración:
- Características respecto a la región de origen
- Factores relacionados con el área objetivo
- Factores de bloqueo
- Factores individuales[44]

Las características relacionadas con el área incluyen no sólo los niveles salariales y las tasas de desempleo, sino que también se refinan para incluir factores estructurales como el clima, la calidad de la vivienda, la seguridad pública, el acceso a la educación y la calidad de la atención médica. La distancia ya no se considera el factor decisivo de bloqueo, sino obstáculos intermedios como la construcción del Muro de Berlín o una legislación restrictiva sobre inmigración.
Además de las características objetivas y puramente estructurales, también existen parámetros individuales. Las características individuales incluyen el género, la edad, el nivel de educación, la ocupación o el origen étnico. Esto también incluye la cuestión de la percepción personal de los otros factores. Por ejemplo, las personas solteras a menudo evitan las zonas rurales debido a los largos desplazamientos y las limitadas actividades de ocio, mientras que las familias valoran estas zonas siempre que el medio ambiente esté intacto y las escuelas sean satisfactorias.
En 1966, Lowry combinó el antiguo modelo de gravedad con factores económicos clave para calcular el comportamiento migratorio.
{\displaystyle M_{i\rightarrow j}=k\cdot {\frac {U_{i}}{U_{j}}}\cdot {\frac {W_{j}}{W_{i}}}\cdot {\frac {L_{i}\cdot L_{j}}{D_{ij}}}+e_{ij}}
con
{\displaystyle M_{i\rightarrow j}} como el número de migrantes de i a j
{\displaystyle {\frac {U_{i}}{U_{j}}}} respectivas tasas de desempleo
{\displaystyle {\frac {W_{j}}{W_{i}}}} el nivel salarial respectivo (salarios)
{\displaystyle {L_{i}\cdot L_{j}}} Personas del sector no agrícola
{\displaystyle {D_{ij}}} Distancia entre i y j (distancia)
{\displaystyle e_{ij}} como término de error
Así, el número de personas dispuestas a migrar de i a j aumenta cuanto más desempleados haya, mayor será el empleo y menos atractivos los salarios en i y más cerca estarán los dos lugares. 

#### Modelo de capital humano
En 1962, Larry A. Sjaastad desarrolló el llamado modelo de capital humano de la teoría de la migración (véase capital humano). En su Human Capital Migration Theory /Teoría de la migración del capital humano), se centró en las calificaciones individuales de los migrantes, quienes ven sus habilidades y otras características como inversiones y desean utilizarlas para maximizar sus beneficios. Una migración también es sinónimo de una inversión personal en capital humano. Desde esta perspectiva, la migración es un balance con gastos e ingresos, cada uno de los cuales puede tener valor monetario.
- Los gastos monetarios surgen por una mudanza o, por el contrario, por viajes de larga distancia.
- Los gastos no monetarios representan el sacrificio de familiares y amigos.
- Los ingresos monetarios surgen, por ejemplo, de salarios más altos.
- Los ingresos no monetarios surgen, por ejemplo, de un clima mejor.

El modelo no supone la realización inmediata de ingresos, sino que también tiene en cuenta una decisión migratoria basada en perspectivas profesionales a través de la esperanza de mejores oportunidades de ascenso, como las que ofrecen muchas autoridades públicas o corporaciones.
Formalmente se tienen en cuenta los aspectos no monetarios, pero se les da mucho menos peso que a los parámetros monetarios.
{\displaystyle \sum _{j=1}^{N}{\frac {Y_{d\,j}-Y_{o\,j}}{(1+r)^{j}}}-T}
con
{\displaystyle Y_{d\,j}} y {\displaystyle Y_{o\,j}} Ingresos en la región de destino o en la región de origen
T = Costo de la migración
N = número de años hasta que se esperan los beneficios
r = tasa para descontar el ingreso esperado
Los ingresos aquí representan la evaluación subjetiva de los ingresos esperados.
Según la fórmula, la decisión de migrar es más probable
- Cuanto mayor sea el nivel salarial en la otra región,
- Cuanto más tiempo falte hasta el final de la vida laboral y
- cuanto menor sea el coste que suponga la migración o menos bienes haya que dejar en el país de origen.

De esta manera, el modelo también captura el comportamiento migratorio con diferentes motivaciones de los distintos grupos sociales, ya que los diferentes parámetros pueden relacionarse con factores individuales como la ocupación, la edad y el género.  Sin embargo, al analizar las decisiones migratorias, no sólo se debe tener en cuenta el ingreso bruto sino también el efecto de las medidas redistributivas del gobierno a través de impuestos, contribuciones a la seguridad social, etc.
El modelo fue mejorado posteriormente por Borjas al tener en cuenta la diferente valoración económica de lo visible (p. ej. educación escolar certificada) y características menos visibles en el país de origen y de destino. En consecuencia, un aumento de la escolarización en el país de origen reforzaría el efecto de atracción. Borjas también demostró que las cohortes más jóvenes de inmigrantes en Estados Unidos invirtieron menos en el aprendizaje de idiomas y la educación que las generaciones anteriores de inmigrantes, lo que resultó en ingresos más bajos. Sin embargo, Chiswick cuestiona estos resultados: lo que Borjas llama “disminución de la calidad” se debe de hecho a la menor transferibilidad de las habilidades de los nuevos inmigrantes que vienen de países culturalmente más distantes. Sin embargo, en cualquier caso, la utilidad marginal de las inversiones adicionales en capital humano probablemente disminuye con un número creciente de inmigrantes, es decir, con un número creciente de competidores potenciales.Como resultado de ello, los esfuerzos educativos de los migrantes están disminuyendo y el número de abandonos escolares está aumentando.  Otros autores también atribuyen este efecto a la reducción de los costos migratorios y de información a través del apoyo de extensas redes de parentesco en el país de destino. Esto reduce la presión sobre los migrantes para que realicen inversiones adicionales en capital humano y reduce las expectativas salariales y de rentabilidad asociadas a inversiones tan elevadas.
Barry Chiswick intentó demostrar que la migración sólo vale la pena para personas altamente calificadas y motivadas que estén dispuestas a aceptar un bajo retorno de sus inversiones en capital humano durante un largo período de tiempo. Se espera que alcancen el ingreso promedio de la población local sólo después de unos 10 a 15 años.
Bodvarson y Van den Berg intentan resumir estas teorías y proporcionar una justificación unificada de la teoría del capital humano para los movimientos migratorios.
Si se considera la migración en sí como una inversión que debe prepararse cuidadosamente y prefinanciarse (a menudo de manera colectiva), también se puede concluir, a partir de la teoría del capital humano, que primero se debe alcanzar un determinado nivel de ingresos y, por lo tanto, de educación en las regiones de emigración para poder financiar la emigración. Como resultado, la emigración puede aumentar inicialmente incluso cuando se aproximan a los niveles salariales del país de destino, sólo para volver a disminuir cuando se logra una prosperidad relativa, con un ingreso per cápita promedio de quizás 20.000 dólares.
Sin embargo, incluso los enfoques más elaborados padecen el problema de que no tienen en cuenta que las decisiones migratorias son a menudo decisiones familiares. A menudo, no es la expectativa de salarios más altos por parte de los propios migrantes, sino su esperanza de mejores oportunidades educativas y de ingresos para sus hijos lo que es decisivo para la decisión de migrar. La teoría de las expectativas de valor intenta tener esto en cuenta, tomando también en cuenta las decisiones del hogar.

#### Teoría de la expectativa de valor
El enfoque de Subjective Expected Utility (Utilidad Esperada Subjetiva: USE) representa un intento de unificar los diversos modelos teóricos de migración.El modelo se basa en la teoría de la expectativa de valor y combina características subjetivas con motivos socioeconómicos clásicos. Los motivos macroteóricos clásicos, como el clima y los niveles salariales, influyen en la fórmula, pero la percepción y la consideración personales determinan la decisión migratoria.
El análisis de costo-beneficio supone implícitamente que quienes toman las decisiones prefieren elegir las opciones que les brindan el mayor beneficio para maximizar la utilidad total esperada (USE) personal. Cualquier gasto se incluye en el cálculo como un beneficio negativo (evaluación). La expectativa personal de la probabilidad de que la acción tenga éxito también se incluye en la evaluación general.
{\displaystyle {\text{SEU}}(i)=\sum p_{ij}\cdot U_{j}}

La expresión establece que la utilidad total subjetivamente esperada (USE) de una determinada acción (i) se compone de la suma de las utilidades subjetivas (U) que esta acción tiene para el logro de varios objetivos individuales (j), multiplicada por las probabilidades subjetivamente esperadas (p) de que estas utilidades se realicen realmente.

Ante posibilidades variables se selecciona la acción con mayor valor SEU(i). Si el SEU es mayor que el estatus establecido, entonces se toma la decisión de migrar.
El núcleo del modelo es la maximización de la utilidad basada en consideraciones individualistas y racionales. Por lo tanto, sólo se tienen en cuenta los individuos. Cuando se trata de la decisión migratoria compleja de varios participantes, como por ejemplo hogares enteros, la decisión conjunta va más allá del enfoque explicativo puramente egoísta. En las decisiones presupuestarias, los intereses y beneficios de los involucrados pueden contradecirse. Está comprobado que la mayoría de las decisiones domésticas se toman en detrimento de la carrera profesional de la pareja femenina.

#### Modelos de migración basados en la teoría de decisiones
Los modelos presentados hasta ahora sirven para describir y explicar los efectos resumidos de la migración. Sin embargo, las relaciones causales matemáticas no pueden formularse en el nivel micro de decisiones individuales. Las decisiones migratorias –como todas las decisiones individuales– sólo pueden predecirse sobre una base probabilística. Los modelos probabilísticos tienen en cuenta los diferentes niveles de información de los migrantes a la hora de tomar decisiones de ubicación.
Los modelos apropiados intentan representar el proceso de recopilación y evaluación de información que (posiblemente) conduce a una reubicación.  La información que influye en una decisión a favor o en contra de una caminata generalmente proviene del espacio de actividad semanal típico de una persona o un hogar. La insatisfacción con la situación inicial puede tener su base en diversos factores que pueden clasificarse según las funciones básicas de la existencia (vivienda, trabajo, suministros, educación, recreación). Desde cada área factorial, los estímulos ambientales individuales pueden actuar como estresores e influir en la evaluación de la ubicación residencial actual.
Los modelos representan, generalmente en forma de diagramas de flujo, las alternativas de decisión del individuo/hogar, que se toman de manera aleatoria o al menos no determinista. Básicamente se pueden distinguir cuatro cursos de acción alternativos cuando aparecen factores estresantes:
- Al aumentar el límite de tolerancia, el individuo/hogar se adapta a las circunstancias.
- A través de la influencia activa se intentan reducir los factores estresantes (p. ej. compromiso con una mayor calidad ambiental).
- Comienza una búsqueda activa de un nuevo lugar para vivir.
- En principio se toma una decisión de mudarse, pero esta decisión solo se lleva a cabo realmente cuando surge una oportunidad favorable y puede verse influenciada además por diversos factores externos.

Además, el apetito de riesgo individual de los actores puede incluirse en los modelos de probabilidad y teoría de juegos.

### Conceptos a nivel meso
Para la New Economy of Labour Migration (Nueva Economía de la Migración Laboral), representada principalmente por Odet Stark (1991), no es el individuo sino la familia el actor decisivo en las decisiones y estrategias migratorias. Las decisiones migratorias siempre se toman en un contexto de dependencia social. En este contexto, la migración sin diferencia salarial también puede tener sentido, por ejemplo si se busca la diversificación del riesgo o la migración temporal (especialmente de jefes de familia) sirve para sustituir la falta de oportunidades de crédito en el país de origen, por ejemplo iniciar un negocio.Estudios recientes también han confirmado los hallazgos de Mincer de que los altos ingresos y una mejor educación, especialmente entre las mujeres, reducen la voluntad de migrar.
Los enfoques que asumen el efecto mitigador de riesgos de la existencia de redes de migrantes ya en los países de destino también pertenecen al nivel meso. La migración en cadena se define como la migración de actores individuales que conduce a la migración de otros actores que están conectados con este actor a través de relaciones directas de parentesco o conocimiento. Además del efecto de apoyo de las redes, también se analizan los riesgos que pueden derivar de la no aceptación de los migrantes por parte de las redes de parentesco establecidas. A menudo, dentro de estas redes surgen luchas por el estatus, la distribución del poder o conflictos de género.

## Importancia global
La migración es un elemento esencial para los cambios poblacionales, en particular porque tiene un efecto mucho más corto que los movimientos naturales de población. En los primeros países industrializados, los procesos migratorios determinan en gran medida el crecimiento poblacional en su conjunto. Las dimensiones y las consecuencias sociales y económicas de los movimientos migratorios a gran escala se hacen cada vez más evidentes ante un panorama de
- creciente brecha de riqueza entre las naciones industriales altamente desarrolladas y los llamados países en desarrollo,
- el número de población en constante aumento en todo el mundo
- una multitud de conflictos militares actuales cada vez más en la conciencia pública.

Por lo tanto, los enfoques explicativos de los movimientos migratorios actuales y los modelos para predecir las migraciones futuras tienen una importancia que va más allá de la puramente científica. Se les tiene cada vez más en cuenta en los actuales campos de acción política.

## Problemas de las estadísticas migratorias
Investigar y comparar la migración en Europa o en los distintos Estados miembros suele ser problemático:
- problemas de definición:
  - No existe una definición común y vinculante de “migrantes”. Para algunos países, un inmigrante es alguien que ha estado establecido durante un año, para otros el tiempo de estadía indicado al ingresar, y otros estados diferencian entre inmigración de extranjeros y ex ciudadanos que remigran. Francia, por el contrario, no recopila ninguna estadística oficial sobre inmigración. Por lo tanto, la migración y la categoría “migrante” son construcciones sociales e históricamente cambiantes, lo que tiene implicaciones directas para las estadísticas migratorias y su comparabilidad.[58]
  - La clasificación del migrante como extranjero es errónea. Desde el punto de vista legal, un extranjero es cualquier persona que no tiene la ciudadanía alemana. Por un lado, no todos los extranjeros que viven en Alemania son inmigrantes: muchos niños de segunda y tercera generación crecen en Alemania y a veces no conocen ni el idioma original ni siquiera su país de origen. Por otra parte, no todos los inmigrantes son extranjeros, como es el caso, por ejemplo, de los alemanes étnicos renaturalizados. Los países con antecedentes coloniales, como Francia o Gran Bretaña, naturalizan a los inmigrantes de antiguas colonias y no los incluyen en sus respectivas estadísticas de extranjeros.
- Diferentes métodos para preparar los datos numéricos:
  - Los números absolutos sólo son parcialmente significativos en contraste con las estadísticas que tienen en cuenta la relación entre inmigrantes y la población residente. Las cifras de inmigración no prueban en ningún caso el número de residentes extranjeros que viven en Alemania. Las estadísticas de inmigración alemanas también incluyen a los repatriados étnicos alemanes.
  - El número de inmigrantes no implica crecimiento de la población a menos que las cifras tengan en cuenta el saldo migratorio, es decir, la relación con la tasa de emigración. También hay que comprobar la tasa de mortalidad y la tasa de natalidad.
  - Los extranjeros pueden ser ciudadanos de la UE o proceder de un estado no miembro.
- migración ilegal
  - Se estima que en el sur de Europa la proporción de migración ilegal es mayor. Esto se debe a las largas y difíciles de controlar fronteras marítimas y da lugar a una subrepresentación estadística en las estadísticas de migración.